# Uncle Samsik
Uncle Samsik (삼식이 삼촌?, Samsig-i samchonLR; lett. "Zio Samsik") è una serie televisiva sudcoreana distribuita su Disney+ dal 15 maggio al 19 giugno 2024.

## Trama
Dopo essersi diplomato all'accademia militare e aver studiato economia in un'università americana, Kim San ritorna in Corea nel periodo delle elezioni presidenziali del 1960 e della successiva Rivoluzione d'aprile con il sogno di trasformare il suo Paese in una potenza industriale. Park Doo-chil, altresì noto come "zio Samsik", si offre di aiutarlo.

## Personaggi e interpreti
- Park Doo-chil/zio Samsik, interpretato da Song Kang-ho
- Kim San, interpretato da Byun Yo-han
- Kang Seong-min, interpretato da Lee Kyu-hyung
- Joo Yeo-jin, interpretata da Jin Ki-joo
- Jung Han-min, interpretato da Seo Hyun-woo